# Drymocichla incana
A Drymocichla incana a madarak osztályának verébalakúak (Passeriformes) rendjébe, a szuharbújófélék (Cisticolidae) családjába és a Drymocichla nembe tartozó egyetlen faj.

## Rendszerezése
A fajt Gustav Hartlaub német ornitológus írta le 1881-ben.

## Előfordulása
A Dél-afrikai Köztársaság, Dél-Szudán, Kamerun, a Közép-afrikai Köztársaság, a Kongói Demokratikus Köztársaság, Szudán, és Uganda területén honos. A természetes élőhelye a szubtrópusi és trópusi szavannák és bokrosok

## Megjelenése
Testhossza 13 centiméter, testtömege 10 gramm.

## Életmódja
Kisebb rovarokkal táplálkozik.

## Külső hivatkozás
- Képek az interneten a fajról
- Xeno-canto.org - a faj hangja és elterjedési területe